# Блюменталівська премія
Пре́мія Леона́рда та Елеоно́ри Блюмента́лів за ро́звиток дослі́джень в га́лузі чи́стої матема́тики (англ. Leonard M. and Eleanor B. Blumenthal Award for the Advancement of Research in Pure Mathematics) — наукова нагорода створена Американським математичним товариством (AMS) у 1993 році на вшанування пам'яті професора математики факультету математики Університету Міссурі в Колумбії Леонарда Блюменталя і його дружини Елеанори, засновниці Фундації Леонарда та Елеанори Блюменталів. Нагорода фінансувалася з коштів Фундації, яка після смерті засновниці у 1987 році перебувала під управлінням відділу фінансового менеджменту та довірчих послуг Національного банку в окрузі Бун (штат Міссурі).
Премія присуджувалася особі, яка зробила найбільш значний внесок у дослідження в галузі чистої математики, і який, як вважалося, має потенціал для майбутнього проведення видатних досліджень у цій галузі. Вона присуджувалась кожні чотири роки за найвагомішу дисертацію доктора філософії (Ph.D), захищену в чотирирічний інтервал між врученнями нагороди. Фундацію, яка підтримувала нагороду, закрили, тому нагорода більше не присуджується

## Лауреати нагороди
- 1993 — Джихонг Ся[en]
- 1997 — Лоїк Мерель[en]
- 2001 — Стівен Бігелов[en] і Елон Лінденштраус
- 2005 — Манджул Бхаргава
- 2009 — Мар'ям Мірзахані